# Mohamed Oukrif
Mohamed Oukrif (sinh ngày 14 tháng 8 năm 1988) là một cầu thủ bóng đá người Algérie. Hiện tại anh thi đấu ở vị trí hậu vệ cho câu lạc bộ tại Giải bóng đá hạng nhất quốc gia Algérie MC Saïda.

## Sự nghiệp câu lạc bộ

### Olympique de Médéa
Kể từ khi lên chơi ở Ligue 2, vì sự chuyên nghiệp hóa của giải đấu Oukrif được đề nghị một bản hợp đồng mới. Anh ghi bàn gỡ hòa ngày 4 tháng 12 năm 2010 trước CA Batna, đó cũng là bàn thắng đầu tiên của anh ở mùa giải 2010-11. Anh ghi bàn thắng thứ hai của mùa giải trước ES Mostaganem ngày 10 tháng 12 năm 2010 ở phút 76 trong chiến thắng kịch tính 4-2, với việc Olympique de Médéa giành 3 điểm.
Ngày 25 tháng 7 năm 2011, Oukrif ký bản hợp đồng 3 năm cùng với MC Saïda.

## Thống kê
| Thành tích câu lạc bộ | Thành tích câu lạc bộ | Thành tích câu lạc bộ | Giải vô địch | Giải vô địch | Cúp                 | Cúp                 | Châu lục      | Châu lục      | Tổng    | Tổng      |
| --------------------- | --------------------- | --------------------- | ------------ | ------------ | ------------------- | ------------------- | ------------- | ------------- | ------- | --------- |
| Mùa giải              | Câu lạc bộ            | Giải vô địch          | Số trận      | Bàn thắng    | Số trận             | Bàn thắng           | Số trận       | Bàn thắng     | Số trận | Bàn thắng |
| Algérie               | Algérie               | Algérie               | Giải vô địch | Giải vô địch | Cúp bóng đá Algérie | Cúp bóng đá Algérie | Cúp Liên đoàn | Cúp Liên đoàn | Tổng    | Tổng      |
| 2010–11               | Olympique de Médéa    | Ligue 2               | -            | 3            | 0                   | 0                   | -             | -             | -       | -         |
| 2011–12               | MC Saïda              | Ligue 1               | 4            | 0            | 0                   | 0                   | -             | -             | -       | -         |
| Tổng                  | Algérie               | Algérie               | -            | -            | -                   | -                   | -             | -             | -       | -         |
| Tổng cộng sự nghiệp   | Tổng cộng sự nghiệp   | Tổng cộng sự nghiệp   | -            | -            | -                   | -                   | -             | -             | -       | -         |